# Carolina Ruiz Castillo
Carolina Ruiz Castillo (Osorno, 14 oktober 1981) is een Spaans voormalige alpineskiester.

## Biografie
Ruiz Castillo werd geboren in Chili, maar al snel na haar geboorte emigreerde ze met haar ouders naar Spanje.
Ze maakte haar debuut in de wereldbeker op de reuzenslalom in  Sölden in oktober 1998. Op 21-jarige leeftijd maakte ze in 2002 haar debuut op de Olympische Winterspelen in Salt Lake City. Op de Super G eindigde ze op de vijftiende plaats. Eén jaar later behaalde ze op dezelfde discipline een negende plaats op de Wereldkampioenschappen alpineskiën 2003 in Sankt Moritz. Op de Olympische Winterspelen 2006 in Turijn eindigde ze twintigste op de reuzenslalom. Op de Olympische Winterspelen 2010 in Vancouver was een vijftiende plaats haar beste resultaat, ditmaal wel op de afdaling. Op 23 februari 2013 boekte Ruiz Castillo in Méribel haar eerste wereldbekerzege.
Ruiz Castillo nam meermaals deel aan het wereldkampioenschap maar hierbij kwam ze nooit verder dan een negende plaats op de Super G in 2003.

## Resultaten

### Titels
- Spaans kampioene slalom - 1999, 2007
- Spaans kampioene reuzenslalom - 2000, 2005, 2007, 2009, 2010
- Spaans kampioene super G - 2003, 2005, 2009

### Olympische Spelen
| Jaar | Plaats         | Resultaten                                               |
| ---- | -------------- | -------------------------------------------------------- |
| 2002 | Salt Lake City | 15e Super G 26e Slalom DNF Reuzenslalom                  |
| 2006 | Turijn         | 20e Reuzenslalom 25e Combinatie 30e Afdaling 30e Super G |
| 2010 | Vancouver      | 15e Afdaling 18e Super G 34e Reuzenslalom                |
| 2014 | Sotsji         | DNF1 Afdaling DNF1 Super G                               |

### Wereldkampioenschappen
| Jaar | Plaats                 | Resultaten                                                     |
| ---- | ---------------------- | -------------------------------------------------------------- |
| 1999 | Vail-Beaver Creek      | DNF Reuzenslalom DNF Slalom                                    |
| 2001 | Sankt Anton am Arlberg | 21e Reuzenslalom 25e Super G                                   |
| 2003 | Sankt Moritz           | 9e Super G 16e Reuzenslalom 16e Combinatie 28e Afdaling        |
| 2005 | Bormio                 | 15e Super G 21e Reuzenslalom                                   |
| 2007 | Åre                    | 20e Afdaling 25e Super G 37e Reuzenslalom DNS Supercombinatie  |
| 2009 | Val d'Isère            | 14e Super G 19e Afdaling DNS Supercombinatie                   |
| 2011 | Garmisch-Partenkirchen | 19e Afdaling 26e Super G 33e Reuzenslalom DNS1 Supercombinatie |
| 2013 | Schladming             | 15e Afdaling 20e Super G DNS2 Reuzenslalom                     |
| 2015 | Vail/Beaver Creek      | 21e Super G 23e Afdaling                                       |

### Wereldbeker
Eindklasseringen
| Seizoen   | Algm | AD  | RS  | SG  | SC  |
| --------- | ---- | --- | --- | --- | --- |
| 1999/2000 | 71e  | -   | 24e | -   | -   |
| 2000/2001 | 74e  | -   | 39e | 34e | -   |
| 2001/2002 | 104e | -   | -   | 36e | -   |
| 2002/2003 | 100e | -   | 51e | 47e | -   |
| 2003/2004 | 82e  | -   | -   | 40e | -   |
| 2005/2006 | 100e | -   | -   | 44e | -   |
| 2006/2007 | 58e  | 32e | 54e | 28e | -   |
| 2007/2008 | 35e  | 19e | 45e | 20e | -   |
| 2008/2009 | 59e  | 28e | -   | 28e | 48e |
| 2009/2010 | 86e  | 38e | -   | 39e | 48e |
| 2010/2011 | 55e  | 33e | -   | 22e | -   |
| 2011/2012 | 63e  | 32e | -   | 26e | -   |
| 2012/2013 | 22e  | 15e | 36e | 11e | -   |
| 2013/2014 | 48e  | 23e | -   | 35e | -   |
| 2014/2015 | 36e  | 17e | -   | 30e | -   |

Wereldbekerzeges
| Datum            | Plaats  | Onderdeel |
| ---------------- | ------- | --------- |
| 23 februari 2013 | Méribel | Afdaling  |